# Температура Нееля
Температу́ра Нее́ля — температура фазового переходу з антиферомагнетиків із магнітновпорядкованого в парамагнітний стан.
Температура Нееля - це антиферомагнітна температура Кюрі, температура TN, вище якої антиферомагнетик втрачає свої специфічні магнітні властивості і перетворюється на парамагнетик (фазовий перехід II роду). Поблизу TN досягають максимального значення аномалії немагнітних властивостей антиферомагнетиків (теплоємності, коефіцієнт теплового розширення, температурного коефіцієнта електропровідності і т. д.).

## Природа фазового переходу
При температурі, нижчій за температуру Нееля, антиферомагнетик має дві взаємно протилежні повністю намагнічені спінові підґратки й може намагнітитися, якщо прикладене магнітне поле вище на певне критичне. Вище за температуру Нееля хаотичний тепловий рух руйнує магнітне впорядкування, й речовина поводить себе, як звичайний парамагнетик.
Таким чином температура Нееля аналогічна температурі Кюрі для фазового переходу феромагнетик — парамагнетик.
Названа на честь Луї Нееля — першовідкривача антиферомагнетизму.
| Речовина | Температура Нееля, °K |
| -------- | --------------------- |
| MnO      | 116                   |
| MnS      | 160                   |
| MnTe     | 307                   |
| MnF2     | 67                    |
| FeF2     | 79                    |
| FeCl2    | 24                    |
| FeO      | 198                   |
| CoCl2    | 25                    |
| CoO      | 291                   |
| NiCl2    | 50                    |
| NiO      | 525                   |
| Cr       | 308                   |